# Unione Sportiva Latina Calcio 2011-2012
Questa pagina raccoglie le informazioni riguardanti l'Unione Sportiva Latina Calcio nelle competizioni ufficiali della stagione 2011-2012.

## Rosa
| N. |                    | Ruolo | Calciatore            |
| -- | ------------------ | ----- | --------------------- |
|    | Malta (bandiera)   | D     | Andrei Agius          |
|    | Nigeria (bandiera) | A     | Kolawole Agodirin     |
|    | Italia (bandiera)  | C     | Cristiano Ancora      |
|    | Brasile (bandiera) | A     | Babú                  |
|    | Romania (bandiera) | P     | Claudio Ioan Baican   |
|    | Italia (bandiera)  | D     | Simone Berardi        |
|    | Italia (bandiera)  | C     | Vittorio Bernardo     |
|    | Italia (bandiera)  | D     | Matteo Bruscagin      |
|    | Italia (bandiera)  | C     | Salvatore Burrai      |
|    | Italia (bandiera)  | D     | Lorenzo Burzigotti    |
|    | Italia (bandiera)  | D     | Claudio Cafiero       |
|    | Italia (bandiera)  | D     | Ignazio Carta         |
|    | Italia (bandiera)  | C     | Enrico Citro          |
|    | Italia (bandiera)  | C     | Emiliano Corsi        |
|    | Italia (bandiera)  | P     | Marco Costantino      |
|    | Italia (bandiera)  | A     | Marcello Falzerano    |
|    | Italia (bandiera)  | D     | Alessandro Farina     |
|    | Italia (bandiera)  | C     | Marco Fossati         |
|    | Italia (bandiera)  | C     | Gian Matteo Gasperini |
|    | Italia (bandiera)  | C     | Andrea Giacomini      |
|    | Italia (bandiera)  | C     | Vincenzo Giannusa     |

| N. |                      | Ruolo | Calciatore           |
| -- | -------------------- | ----- | -------------------- |
|    | Brasile (bandiera)   | A     | Jefferson            |
|    | Italia (bandiera)    | C     | Tiziano Maggiolini   |
|    | Camerun (bandiera)   | A     | Michael Maki         |
|    | Italia (bandiera)    | C     | Pietro Mariniello    |
|    | Italia (bandiera)    | C     | Riccardo Martignago  |
|    | Argentina (bandiera) | P     | Fernando Martinuzzi  |
|    | Camerun (bandiera)   | C     | Kelvin Matute        |
|    | Colombia (bandiera)  | D     | Jaime Leon Merito    |
|    | Francia (bandiera)   | C     | Laurent Merlin       |
|    | Italia (bandiera)    | A     | Antonio Pagliaroli   |
|    | Italia (bandiera)    | C     | Luca Ricciardi       |
|    | Italia (bandiera)    | A     | Pasquale Siciliano   |
|    | Italia (bandiera)    | C     | Daniele Stufa        |
|    | Italia (bandiera)    | D     | Dario Toninelli      |
|    | Italia (bandiera)    | A     | Emiliano Tortolano   |
|    | Italia (bandiera)    | A     | Loris Tortori        |
|    | Italia (bandiera)    | D     | Giuseppe Toscano     |
|    | Italia (bandiera)    | A     | Alessandro Tulli     |
|    | Italia (bandiera)    | A     | Marco Violante       |
|    | Italia (bandiera)    | A     | Domenico Zampaglione |